# Einstein (opera)
Einstein är en tysk opera i tre akter, en prolog, två intermezzi och en epilog med musik av Paul Dessau och libretto av Karl Mickel.

## Historia
Ursprungligen var operan tänkt att bli ännu ett samarbete mellan Dessau och Bertolt Brecht 1955, men det hela fick avbrytas då Brecht dog 1956. Operan tillkom åren 1971-73 och hade premiär den 16 februari 1974 på Staatsoper i Berlin.
Dessaus musik återspeglar den avantgardeinfluerade stilen som återfinns hos Witold Lutosławski och Krzysztof Penderecki. Han använde sig även av talrika musikcitat, särskilt från Bach.
Operan kom att utsättas för kritik på grund av dess politiska budskap. Musikkritikern Kurt Moses skrev i American Record Guide:
När Dessau skrev Einstein 1971-73 var Brecht död sedan länge, men kompositören fortsatte i detta verk att falsifiera historien för att ta politiska poäng. Librettot av Karl Mickel (uppenbarligen en ideologisk själsfrände till kompositören) är till och med än mer primitivare agitationspropaganda än Lukullus. /.../ Ett tarvligt och motbjudande stycke.

## Personer

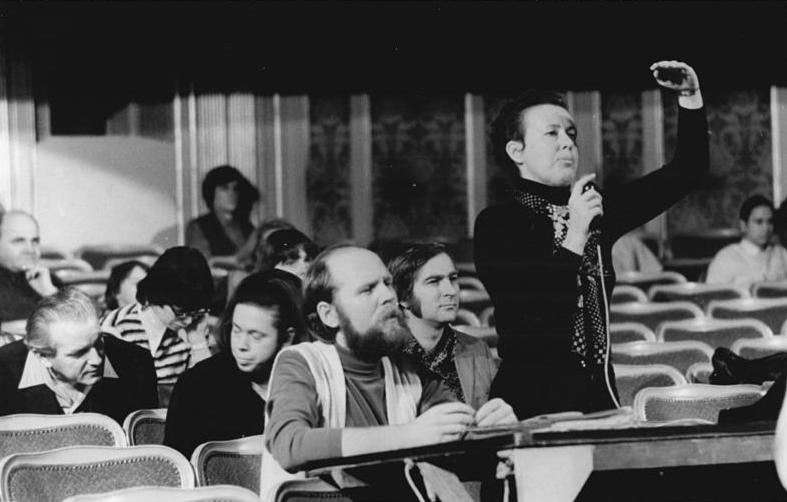
Regissören Ruth Berghaus under repetitionerna 1974.

- Einstein (Bas)
- Den unge fysikern (Tenor)
- Den gamle fysikern (Bas)
- Den smala flickan (Sopran)
- Den tjocka flickan (Mezzosopran)
- Den unge mannen (Tenor)
- Tre SA-män (Tenor, 2 basar)
- Den namnlösa (Mezzosopran)
- Adjutant (Talroll)
- Två budbärare (Bas, tenor)
- Führern (Tenor)
- Den svarta (Alt)
- Två senatorer (Tenorer)
- Galileo (Bas)
- Giordano Bruno (Baryton)
- Leonardo da Vinci (Tenor)
- Casanova (Tenor)
- Hans Wurst (Tenor)

## Handling
Operan följer Einsteins liv från 1933 fram till kort före hans död. I Nazityskland bränns hans böcker, SA-män vandaliserar hans hem och Führern förklarar det totalt kriget. I USA tvingas han medverka till atombombens utveckling och upplever dess fasansfulla förstörelse. Gammal och bedrövad förstör han en ny upptäckt för att förhindra spridningen av det. Operan följer också två andra fysiker varav den ena går med i det tyska kommunistpartiet. Det finns också scener i vilka Einstein samtalar med Galileo, Giordano Bruno och Leonardo da Vinci. Hans Wurst som representerar mannen på gatan slukas till sist av en krokodil, symbolen för den fascistiska imperialismen.